# Antonio Lucibello
Antonio Lucibello (né le 25 février 1942) est un prélat italien de l'Église catholique qui a travaillé au service diplomatique du Saint-Siège de 1971 à 2016. Il est archevêque et nonce apostolique depuis 1995.

## Biographie
Antonio Lucibello est né le 25 février 1942 à Spezzano Albanese, Calabre, Italie. Il est ordonné prêtre le 23 juillet 1967. Il étudie ensuite à l'Académie pontificale ecclésiastique.

## Carrière diplomatique
Il entre au service diplomatique du Saint-Siège en 1971. Il occupe des postes dans les nonciatures apostoliques au Panama (en), en Éthiopie (en), en Haïti, en Argentine (en), en République démocratique du Congo (en), au Zaïre (en), en Yougoslavie (en), en Grèce (en) et en Irlande (en). Le 8 septembre 1995, le pape Jean-Paul II le nomme archevêque titulaire de Thurio (de) et nonce apostolique en Gambie, en Guinée (en) et au Liberia (en), ainsi que délégué apostolique en Sierra Leone (en)
Il reçoit sa consécration épiscopale des mains du cardinal secrétaire d'État Angelo Sodano le 4 novembre 1995.
Le 27 juillet 1999, Jean-Paul le nomme nonce apostolique au Paraguay (en)
Le pape Benoît XVI le nomme nonce apostolique en Turquie (en) et au Turkménistan (en) le 27 août 2005. Pendant qu'il occupe ces postes, un prêtre catholique est assassiné à Ankara en février 2006, le pape Benoît se rend en Turquie en décembre 2006, l'évêque Luigi Padovese du vicariat apostolique d'Anatolie est assassiné en 2010, et en 2015, la Turquie rappelle son ambassadeur auprès du Saint-Siège après que le pape François a utilisé le mot « génocide » pour décrire la mort des Arméniens dans la Turquie ottomane.
Avec la nomination de son successeur Paul Fitzpatrick Russell le 19 mars 2016, Lucibello me tfin à son service actif en tant que nonce.